# Anthodiscus trifoliatus
Anthodiscus trifoliatus är en tvåhjärtbladig växtart som beskrevs av Georg Friedrich Wilhelm Meyer. Anthodiscus trifoliatus ingår i släktet Anthodiscus och familjen Caryocaraceae.
Artens utbredningsområde är Guyana. Inga underarter finns listade i Catalogue of Life.